# Eptesicus pachyomus
Eptesicus pachyomus — вид рукокрилих ссавців з родини лиликових.

## Таксономічна примітка
Таксон нещодавно описаний.

## Поширення
Країни проживання: Іран, Афганістан, Пакистан, Індія, Непал, Бутан, Китай, Монголія, Північна Корея, Південна Корея, Тайвань, М'янма, В'єтнам, Лаос, Таїланд.

## Спосіб життя
Цей таксон населяє різноманітні середовища проживання від напівпустель і степів до тропічних лісів. Зазвичай ночують у затінених місцях, таких як тріщини скель або будівель. Іноді зустрічається в передніх частинах печер. Як правило, поодинокі або зустрічаються невеликими групами. Вважається, що його раціон може включати метеликів і міль.